# Oskar Liszka
Oskar Liszka (ur. 10 listopada 1915 w Cieszynie, zm. 9 grudnia 1966 w Szczecinie) – doc. dr. hab., pionier stereotaksji mózgu w Polsce. Pracownik naukowy, kierownik kliniki Neurochirurgi PAN w Szczecinie. Członek Zarządu Głównego Polskiego Towarzystwa Neurochirurgów, korespondent Brytyjskiego Towarzystwa Neurochirurgów oraz czesko-słowackiego Towarzystwa Lekarskiego im. J.E. Purkynjego.